# Moerenhoutia bombus
Moerenhoutia bombus là một loài thực vật có hoa trong họ Lan. Loài này được (J.J.Sm.) Schuit. mô tả khoa học đầu tiên năm 1996.